# Храм Сета
Храм Сета (англ. Temple of Set) (ToS) — оккультная и сатанинская религиозная организация, основанная в 1975 году американским политологом Майклом Акино. Храм исповедует религию, называющуюся сетианством, последователей которой называют сетианцами.

## История
Храм Сета был основан в 1975 году Майклом Акино, бывшим подполковником ВМС США. В 1969 году он присоединился к Церкви Сатаны Антона ЛаВея и быстро поднялся по карьерной лестнице. В 1970 году, во время службы в армии США, Акино находился в Бен Кате в Южном Вьетнаме, где написал трактат под названием «Дьяволикон», в котором он размышлял о своем религиозном расхождении с доктринами Церкви Сатаны. В этом трактате он представил учения о сотворении мира, Бога и человечества, а также дуалистическую идею о том, что Сатана дополняет Бога. Персонаж Люцифера представлен как приносящий прозрение человеческому обществу, а его изображение было унаследовано из эпической поэмы семнадцатого века Джона Мильтона «Потерянный рай». В 1971 году Акино был удостоен звания Магистра Пещер IV° в иерархии Церкви Сатаны, был редактором ее издания «The Cloven Hoof» и заседал в её руководящем Совете Девяти. В 1973 году он достиг звания Магистра Храма IV°. По мнению исследователей сатанизма Пера Факснелда и Йеспера Петерсена, Акино фактически стал «правой рукой» ЛаВея.
Тем не менее, были вещи, которые не нравились Акино в устройстве Церкви Сатаны. Он считал, что она привлекла множество «последователей мод, эгоистов и разных чудаков, чей основной интерес в становлении сатанистами заключался в том, чтобы блеснуть своими членскими карточками ради славы на коктейльных вечеринках». Когда в 1975 году ЛаВей отменил систему региональных групп, и заявил, что в будущем все степени будут выдаваться в обмен на финансовые или иные пожертвования Церкви, Акино стал всё больше разочаровываться в ней. 10 июня 1975 года Акино ушёл из организации. В то время когда ЛаВей придерживался прагматичного и практического взгляда на степени повышения и сатанинское священство, намереваясь, чтобы они отражали социальную роль обладателя степени в организации, Акино и его сторонники рассматривали священство как нечто духовное, священное и необратимое. Дирендаль, Льюис и Петерсен охарактеризовали Акино как человека, фактически обвиняющего ЛаВея в святотатстве и симонии.
После этого Акино представил так называемый «основополагающий миф» для его новой сетианской религии. Покинув Церковь, он провёл ритуал, намереваясь попросить у Сатаны совета о том, что делать дальше. Согласно его рассказу, в середине лета 1975 года Сатана появился и открыл, что он хочет, чтобы его знали под его истинным именем Сет, которое использовали его поклонники в Древнем Египте. Акино создал религиозный текст под названием «Книга Ночного Пришествия», который, как он утверждал, был открыт ему самим Сетом посредством процесса автоматического письма. По словам Акино «не было ничего откровенно сенсационного, сверхъестественного или мелодраматического в работе над «Книгой Ночного Пришествия». Я просто сел и написал её». После написания книги Акино провозгласили Магом нового Эона Сета и наследником «адского мандата» ЛаВея. Акино позже заявил, что открытие того, что Сатана был Сетом, потребовало его собственного исследования египтологии, предмета, о котором он ранее знал сравнительно мало.
В своей «Книге Ночного Пришествия» Акино ссылается на «Книгу Закона», похожий по содержанию текст, созданный оккультистом Алистером Кроули в 1904 году, который лёг в основу Телемы Кроули. В «Книге Ночного Пришествия» Акино «Книга Закона» была представлена как подлинный духовный текст, данный Кроули сверхъестественными источниками, но также было заявлено, что Кроули неправильно понял как его происхождение, так и послание. Ссылаясь на «Книгу Закона», Акино представил себя в ней как духовного наследника Кроули в той же степени, что и ЛаВея.
При создании Храма к Акино присоединились другие бывшие члены Церкви ЛаВея, и вскоре сетианские группы были созданы в различных частях Соединенных Штатов. Структура Храма была основана в значительной степени на структурах церемониальных магических орденов конца девятнадцатого века, таких как Герметический Орден Золотой Зари и Ordo Templi Orientis. Акино заявил, что он считал ЛаВея не просто харизматическим лидером, но и фактически назначенным самим Сатаной (ссылаясь на эту харизматическую власть как на «Адский Мандат») для основания Церкви, но затем изменил своё мнение, заявив, что ЛаВей утратил мандат, который «Князь Тьмы» затем передал Акино и новой организации, Храму Сета. По словам историка религии Маттиаса Гарделла и журналиста Гэвина Баддели, Акино проявил явную неприязнь к ЛаВею после своего ухода из Церкви, например, публично опубликовав судебные документы, которые негативно отражались на его бывшем наставнике, среди которых были запретительные судебные приказы, бракоразводный процесс и заявление о банкротстве. В свою очередь, ЛаВей высмеял новый Храм, назвав его «Сыном пустыни Лорела и Харди». В 1975 году Храм был зарегистрирован в Калифорнии как неккомерческая организация, а затем в том же году получил государственное и федеральное признание и статус освобождения от налогов.

### Дальнейшее развитие
Многие члены Храма выразили свое несогласие с положением Акино в нём. В 1979 году Акино передал свой пост Первосвященника Рональду Кейту Барретту, который создал свой собственный вдохновенный текст под названием «Книга открытия пути». Подход к трактовке религии Барретта позже подвергся критике со стороны членов Храма как «скорее мистический, чем магический». Руководство Храмом Барретта также подверглось критике как авторитарное, что привело к снижению членства в Храме. Барретт ушел в отставку и разорвал связи с организацией в мае 1982 года. Впоследствии он основал свою собственную организацию под названием Храм Анубиса, которой руководил до своей смерти в 1998 году. После ухода Барретта Акино вновь взял на себя руководство Храмом Сета. В этот период социолог Джини Грэм Скотт тайно участвовала в деятельности Храма, используя свои наблюдения в качестве основы для своей книги под названием «Маги: исследование использования власти в группе черной магии».
Получив докторскую степень по политологии в Калифорнийском университете в Санта-Барбаре в 1980 году, Акино работал адъюнкт-профессором в Университете Голден Гейт до 1986 года, продолжая служить в армии США в качестве офицера резерва активной гвардии в Пресидио Сан-Франциско. Он был очарован связями между оккультизмом и нацизмом, что привело к некоторым обвинениям в его симпатиях к нацистской идеологии. В 1983 году он провел уединённый обряд в Вальхалле, подземной части замка Вевельсбург в Германии, которая использовалась в качестве церемониального пространства группой Аненербе из Schutzstaffel в нацистский период. Это привело к формированию им Ордена Трапеции, который взял название непосредственно у раннего руководящего органа Церкви Сатаны, чтобы переформулировать его как сетианскую версию, члены которой считали себя рыцарским орденом. С 1987 по 1995 год Великим Магистром Ордена Трапеции был Эдред Торссон , который присоединился к Храму Сета в 1984 году и достиг в нём Пятой Степени в 1990 году. Торссон оказал большое влияние на сетианцев через свои книги, в которых он объединил аспекты сатанинской философии с современной языческой религией. В 1980 году он основал в Техасе организацию под названием Rune-Gild The Ring of Troth, которая разделяла многие из ключевых философских принципов Храма, но с упором на изучение рун и их применение в магической практике.
В 1980-х годах Акино привлек большой интерес журналистов к Храму посредством проведения в нём телевизионных ток-шоу, таких как Шоу Опры Уинфри и Джеральдо. В 1987 году, во время «Сатанинской паники», трёхлетняя дочь христианского священнослужителя обвинила Акино в сексуальном насилии над ней во время сатанинских обрядов, проводившихся в его доме на Рашен-Хилл. В ответ на обвинения полиция провела обыск в доме Акино. Однако после того, как не было найдено никаких доказательств, подтверждающих обвинение, и выяснилось, что Акино во время предполагаемого насилия проживал в Вашингтоне, полиция сняла с него обвинение в совершении  преступления. Акино попытался выдвинуть официальные обвинения против капеллана и психиатра, которые поощряли заявления девушки, хотя он был более успешен в возбуждении судебного иска против двух книг — «Painted Black» Карла Рашке и «The New Satanists» Линды Блад, которые предполагали его виновность. В 1994 году Акино ушел в отставку с действительной службы в армии и был с почётом переведен в отставной резерв и награжден медалью «За боевые  заслуги».
Когда «Сатанинская паника» начала спадать, Акино продолжал оставаться видной фигурой в теориях заговора о «контроле над разумом» из-за своей карьеры офицера психологической войны в армии США. В Соединенном Королевстве в этот же период такие журналы как News of the World и Sunday Mirror, опубликовали сенсационные статьи о Храме. В середине 1990-х годов группа британских сетианцев обратилась к учёному-религиоведу Грэму Харви с просьбой провести исследование группы, чтобы бороться с неверными представлениями о них. В 1997 году Храм впервые зарегистрировал свой официальный веб-сайт, а также создал свою собственную интрасеть, для общения между сетианцами в разных частях мира.
Одним из членов Храма был новозеландец Керри Болтон, который в 1990 году отделился от него и основал организацию под названием «Орден Пути Левой Руки». В 1995 году к нему присоединились дочь Антона ЛаВея Зина Шрек и её муж Николас Шрек, критиковавшие сатанизм ЛаВея.
В 1996 году Дон Уэбб стал верховным жрецом Храма, и занимал эту должность до 2002 года. Его сменила Зина Шрек, но она ушла в отставку через шесть недель и была заменена Акино, который снова взял на себя руководство. В том же году Зина возглавила раскол внутри организации, создав свою собственную берлинскую группу «Шторм», которую она позже переименовала в Движение за освобождение сефианцев.
В 2004 году Акино снова ушел с поста Верховного жреца, и его заменила Патрисия Харди, избранная на должность Верховной жрицы. С тех пор он больше не возглавлял организацию, но тем не менее, оставался её наиболее заметным представителем.

## Вероучение
Религия Храма Сета основывается на том, что Сет — единственный настоящий бог, и что он помог человечеству, дав ему пытливый интеллект, который отличает его от остальных животных. Сета обожествляют как учителя, чьему примеру следует подражать, но не как божество, которому нужно поклоняться. Будучи крайне индивидуалистичным по своей сути, Храм продвигает идею о том, что сетианцы должны стремиться к самообожествлению и таким образом достичь бессмертия своего подсознания. Сетианцы верят в существование магии как силы, которой можно манипулировать посредством ритуала, однако природа этих ритуалов не предписывается Храмом. Сам же Акино описал практики Храма Сета как «чёрную магию».

## Идеология